# 228893 Gerevich
228893 Gerevich este un asteroid din centura principală de asteroizi.

## Descriere
228893 Gerevich este un asteroid din centura principală de asteroizi. A fost descoperit pe 6 septembrie 2003 la Piszkesteto de Krisztián Sárneczky și Brigitta Sipőcz. Asteroidul prezintă o orbită caracterizată de o semiaxă mare de 2,81 ua, o excentricitate de 0,10 și o înclinație de 4,9° în raport cu ecliptica.